# Eduard von Bothmer
Pour les articles homonymes, voir Bothmer.
Friedrich Walter Gustav Eduard von Bothmer (né le 23 mai 1811 à Geseke et mort le 26 avril 1889 à Schwagstorf) est un lieutenant général prussien.

## Biographie

### Origine
Eduard est le fils du major prussien Joseph von Bothmer (1778–1820) et de son épouse Charlotte, née von Heydwolff (1778–1866). Son frère Alfred (de) (1815–1892) devient également lieutenant général prussien.

### Carrière militaire
Bothmer étudie aux maisons des cadets à Potsdam et à Berlin. Le 29 juillet 1829, il est nommé Portepeefähnrich du 36e régiment de fusiliers de l'armée prussienne et promu au grade de sous-lieutenant à la mi-avril 1830. Il est diplômé de l'École générale de guerre en 1836/39 et atteint le grade de capitaine et de commandant de compagnie à la fin d'octobre 1848. Avec sa promotion au grade de major, Bothmer devient commandant du 2e bataillon du 32e régiment de Landwehr à Torgau. Il est ensuite nommé commandant de bataillon dans le 32e régiment d'infanterie combiné qui en résulte et, au début du mois de juillet 1860, il est nommé commandant de bataillon dans le 72e régiment d'infanterie (de). À ce poste, Bothmer fut promu lieutenant-colonel à la mi-octobre 1861 et nomméle 25 juin 1864 commandant du 67e régiment d'infanterie à Wittemberg. En 1866, Bothmer mène son unité contre l'Autriche lors des batailles de Münchengrätz, Königgrätz et Blumenau.
Le 8 février 1868, il est nommé à la suite de son régiment pour commander la 3e brigade d'infanterie (de) à Dantzig puis comme commandant de cette grande unité avec sa promotion au grade de général de division. En septembre 1869, le roi Guillaume Ier lui décerne l'ordre de l'Aigle rouge, de 2e classe avec feuilles de chêne. Avec le début de la guerre contre la France, Bothmer est nommé commandant de Dantzig pour la durée de la relation mobile en 1870/71 et après la conclusion de la paix le 3 juin 1871, il est transféré de l'armée aux officiers, conservant ce poste. Bothmer reçoit le 20 juillet 1871l'Étoile de l'ordre de la Couronne, de 2e classe avec épées et est mis à disposition le 18 octobre 1871 avec l'attribution du grade de Lieutenant Général avec la pension statutaire.

### Famille
Bothmer se marie avec Bertha von Heydwolff (1829–1907) le 6 avril 1858 à Oberweimar. Elle est la fille du capitaine hessois Friedrich von Heydwolff. Le couple a deux enfants :
- Marie (née en 1859) mariée en 1905 avec Carl Caspar von Droste zu Hülshoff (de) (1843–1922)
- Walter (né en 1865), colonel prussien marié en 1890 avec Karola baronne Droste zu Hülshoff (née en 1865)